# Nicolae Costin (primar)
Nicolae Costin (n. 7 aprilie 1936, Peciște, județul Orhei, Regatul României, astăzi în raionul Rezina, Republica Moldova – d. 16 februarie 1995, Chișinău, Republica Moldova) a fost un om politic moldovean și unul din fruntașii mișcării de emancipare națională din RSS Moldovenească. A fost profesor universitar, președinte executiv al Frontului Popular din Moldova, deputat în primul Parlament ales (1990-1994) al Republicii Moldova, co-autorul Declarației de Independență a Republicii Moldova (27 august 1991), președinte al Consiliului municipal și Primar general al municipiului Chișinău (1990-1994).

## Cariera profesională
Nicolae Costin s-a născut la 7 aprilie 1936 în satul Peciște, (comuna Peceștea), Plasa Rezina, județul Orhei, Regatul României (astăzi în raionul Rezina, Republica Moldova). După absolvirea școlii primare din satul natal, a urmat cursurile Școlii Pedagogice din orașul Orhei (1952-1956) și ulterior Facultatea de Istorie a Universității de Stat din Moldova (1960-1965).
Activitatea profesională și-a început-o în calitate de învățător la școala din comuna Peciște (1958-1960). După absolvirea Facultății, lucrează în postul de conferențiar universitar la Catedra de politologie a Institutului Pedagogic "Alecu Russo" din Bălți (1965-1974). În paralel, urmează apoi cursuri de doctorat în specialitatea politologie, la Universitatea "M. V. Lomonosov" din Moscova (1970-1973). Lucrează apoi ca prof. dr. docent la Universitatea de Stat a Moldovei (USM) (1974-1990).
Prof. dr. docent Nicolae Costin este autorul a 35 de publicații științifice în domeniul sociologiei satului: "Ridicarea rolului factorului uman și problemele dezvoltării sociale ale satului moldovenesc" (1987) ș.a.

## Primar al municipiului Chișinău
În anul 1990 este ales Președinte al Consiliului orășenesc Chișinău și deputat în primul Parlament democratic (1990-1994) al Republicii Moldova.
În perioada anilor 1990-1994 a fost primar al municipiului Chișinău, răstimp în care s-a manifestat drept lider al Mișcării de eliberare națională. Nicolae Costin a fost coautor al Declarației de independență a Republicii Moldova (27 august 1991). A susținut problemele limbii române și revenirii la graﬁa latină, participând la elaborarea legii cu privire la limba de stat.
Este considerat primul primar al municipiului Chișinău care a promovat mai multe reforme în dezvoltarea capitalei. La propunerea sa, străzile municipiului Chișinău au primit nume cu caracter național (Traian, Ștefan cel Mare, Milescu-Spătaru, Eminescu, Creangă, Mitropolitul Bănulescu-Bodoni, Străzile București, Calea Ieșilor etc.), provocând nemulțumirea unor organizații politice antiromânești care au cerut, în fiecare campanie electorală, revenirea la vechile nume sovietice ale străzilor Chișinăului.
Nicolae Costin a contribuit, împreună cu ministerele din Republica Moldova, la deschiderea liceelor român–englez "Mircea Eliade", român–italian "Dante Alighieri", român–francez "Gheorghe Asache" și român–german "Mihail Kogălniceanu", precum și a bibliotecilor, inclusiv Biblioteca "Onisifor Ghibu", la redeschiderea bisericilor, inclusiv a Catedralei din centrul Chișinăului, la restaurarea monumentului lui Ștefan cel Mare și Sfânt din Chișinău. Au fost instalate și dezvelite busturile clasicilor limbii române pe Aleea Clasicilor din Grădina publică "Ștefan cel Mare".
În perioada în care a fost primar, el a susținut reînvierea tradițiilor legate de sărbătorile creștine (Paștele, Crăciunul), instaurarea tradiției sărbătoririi Zilei Independenței Republicii Moldova și Limbii române. Tot el a fost artizanul reînființării, în spiritul tradiției naționale, a funcțiilor de prefect și primar, precum și al reintroducerii denumirilor de comună, județ etc. Nicolae Costin a avut ideea includerii satelor din împrejurimile Chișinăului în componența municipiului, pentru a echilibra componența demografică.
Nicolae Costin a deținut funcția de copreședinte al Fundației Mihai Viteazul și președinte al Societății Politologilor din Republica Moldova. El a primit titlul de “Cetățean de Onoare al municipiului Botoșani” prin HCL nr. 47 din 30 noiembrie 1993. A fost membru fondator și președinte al Executivului Frontului Popular din Moldova (FPM), formațiune care milita pentru unificarea Basarabiei cu România. Prin activitatea sa a contribuit substanțial la procesul de renaștere națională a Basarabiei.
La data de 9 august 1994, prin Decret al Președintelui Republicii Moldova, Mircea Snegur, Nicolae Costin a fost eliberat din funcția de primar al orașului Chișinău, fiind trecut în rezerva de cadre a Guvernului. Odată cu demiterea sa a încetat și activitatea Consiliului municipal Chișinău.
S-a stins din viață la data de 16 februarie 1995, în municipiul Chișinău. Cauza morții a fost leucemia. Prin hotărâri ale consiliilor municipale câte o stradă din orașele Iași și Chișinău poartă numele lui Nicolae Costin.

## Versiuni asupra morții sale
Moartea sa a rămas învăluită în mister, existând diferite versiuni. Cea mai vehiculată dintre acestea ar fi aceea care susține că primarul Costin ar fi fost ucis de reprezentanții forțelor politice ostile anti-naționale/pro-rusești.
Se afirmă că primarul ar fi fost intoxicat cu cesiu radioactiv, adus din Rusia, care ar fi fost infiltrat în fotoliul automobilului de serviciu. Principala probă care susține această ipoteză este moartea, aproape simultană, a șoferului de serviciu al lui Nicolae Costin, survenită în urma aceleiași maladii – leucemia.
Îmbolnăvirea primarului Nicolae Costin a fost foarte rapidă, cesiul fiind un element radioactiv cu o durată mare de dezintegrare. În lipsa unei anchete judiciare, cauzele decesului tragic al lui Nicolae Costin nu pot fi elucidate.